# Jin Min-sub
Jin Min-sub (koreanisch 진민섭; * 2. September 1992 in Busan) ist ein südkoreanischer Leichtathlet, der sich auf den Stabhochsprung spezialisiert hat und aktuell Inhaber des Landesrekordes ist.

## Sportliche Laufbahn
Erste internationale Erfahrungen sammelte Jin Min-sub bei den Jugendweltmeisterschaften 2009 in Brixen, bei denen er mit 5,15 m die Goldmedaille gewann. Anschließend nahm er an den Hallenasienspielen in Hanoi teil und wurde dort mit übersprungenen 4,80 m Achter und bei den Ostasienspielen in Hongkong mit 4,80 m Vierter. Im Jahr nahm er an den Juniorenweltmeisterschaften im kanadischen Moncton teil und schied dort mit 4,95 m in der Qualifikation aus. 2011 erreichte er bei den Asienmeisterschaften in Kōbe mit 5,20 m Rang sechs und wurde bei der Sommer-Universiade in Shenzhen mit 5,35 m Siebter. 2012 gelangte er bei den Hallenasienmeisterschaften in Hangzhou über keine einzige Höhe. Im Jahr darauf gewann er bei den Asienmeisterschaften in Pune mit 5,20 m die Bronzemedaille und qualifizierte sich für die Weltmeisterschaften in Moskau, bei denen er mit 5,25 m in der Qualifikation ausschied. Anschließend wurde er bei den Ostasienspielen in Tianjin mit 5,15 m Fünfter.
Im September 2014 nahm er erstmals an den Asienspielen im südkoreanischen Incheon teil und gewann mit 5,45 m die Bronzemedaille hinter dem Chinesen Xue Changrui und Daichi Sawano aus Japan. 2015 nahm er an den Asienmeisterschaften in Wuhan teil und belegte mit 5,20 m Rang neun. Anschließend erreichte er bei der Sommer-Universiade in Gwangju mit 5,30 m Platz fünf und siegte bei den Militärweltspielen in Mungyeong mit 5,40 m. 2018 nahm er erneut an den Asienspielen in Jakarta teil und belegte mit 5,40 m Rang sechs. Im Jahr darauf wurde er bei den Asienmeisterschaften in Doha mit übersprungenen 5,61 m Vierter. Er nahm auch an den Weltmeisterschaften ebendort im Oktober teil und schied dort mit 5,45 m in der Qualifikation aus. 2021 startete er bei den Olympischen Spielen in Tokio und verpasste dort mit 5,50 m den Finaleinzug. 2025 belegte er bei den Asienmeisterschaften in Gumi mit 5,22 m den zehnten Platz.
In den Jahren 2010, von 2012 bis 2015 sowie von 2017 bis 2020 wurde Jin südkoreanischer Meister im Stabhochsprung im Freien sowie 2015 auch in der Halle.